# Changes (album av The Monkees)
Changes är The Monkees nionde studioalbum utgivet 1 juni 1970. Albumet är producerat av Jeff Barry (1–10, 14–15), Micky Dolenz (11), Tommy Boyce och Bobby Hart (12) och Bill Chadwick och Davy Jones (13).
Efter Michael Nesmiths avhopp tidigare under året, var The Monkees vid det här laget decimerade till att vara en duo bestående av Davy Jones och Micky Dolenz. Det skämtades om att nästa album skulle vara spelas in av The Monkee. Det blev också det sista studioalbumet gruppen gav ut, innan de senare återföreningarna på 1980-talet och 1990-talet.
Bonusspåren 14–15 är inspelade 22 september 1970 och gavs ursprungligen ut på som på en singel under namnet Mickey Dolenz & Davy Jones i april 1971.

## Låtlista
Singelplacering i Billboard inom parentes.
1. Oh My My (Jeff Barry/Andy Kim) (#98)
2. Ticket On A Ferry Ride (Jeff Barry/Bobby Bloom)
3. You're So Good To Me (Jeff Barry/Bobby Bloom)
4. It's Got To Be Love (Meil Goldberg)
5. Acapulco Sun (Steven Soles/Ned Albright)
6. 99 Pounds (Jeff Barry)
7. Tell Me Love (Jeff Barry)
8. Do You Feel It Too? (Jeff Barry/Andy Kim)
9. I Love You Better (Jeff Barry/Andy Kim)
10. All Alone In The Dark (Steven Soles/Ned Albright)
11. Midnight Train (Micky Dolenz)
12. I Never Thought It Peculiar (Tommy Boyce/Bobby Hart)
13. Time And Time Again (David Jones/Bill Chadwick)
14. Do It The Name Of Love (Bobby Bloom/Neil Goldberg)
15. Lady Jane (Bobby Bloom/Neil Goldberg)

Fotnot: Spår 13-15 är bonusspår på den remastrade CD-utgåvan utgiven i september 1994.